# Balthus de l'autre côté du miroir
Pour plus de détails, voir Fiche technique et Distribution.
Balthus de l'autre côté du miroir est un long métrage documentaire consacré au peintre français Balthus, réalisé par Damian Pettigrew et produit par Olivier Gal et Planète en 1996.

## Synopsis
Le documentaire dévoile les us et coutumes de Balthus chez lui et au travail dans son atelier aidé par sa femme, Setsuko, dans leur propriété du  Grand Chalet de Rossinière. Des entretiens avec l'artiste et ses fils Stanislas et Thadée, le peintre François Rouan, les critiques Jean Clair et Jean Leymarie, des photos d'Henri Cartier-Bresson et d'Irving Penn, et de nombreux documents inédits révèlent la complexité du travail du peintre. Le film a été tourné en Super 16 pendant quatre saisons en Suisse (Grand Chalet à Rossinière), en Italie (la villa Médicis à Rome et le château de Balthus à Montecalvello), en France (la Cour de Rohan, rue Bourbon-le-Château, les quais de la Seine, le Passage du Commerce Saint-André à Paris et à Larchant), et dans les landes de Yorkshire en Angleterre.

## Fiche technique
- Titre : Balthus de l'autre côté du miroir

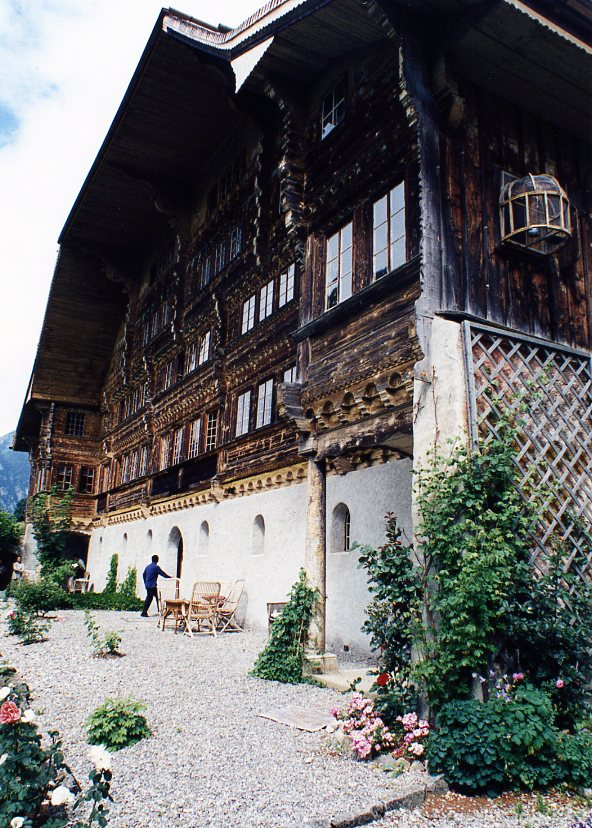
Le Grand Chalet de Rossinière.

- Titre anglais : Balthus Through the Looking Glass
- Réalisation et scénario : Damian Pettigrew
- Production : Olivier Gal
- Sociétés de production : Baal Films - Planète
- Partenaires : CNC, PROCIREP
- Musique : Mozart, Faton Cahen
- Photographie : Paco Wiser
- Son : Marc-André Relave
- Montage : Florence Ricard
- Mixage : Jacques-Thomas Gérard
- Budget : 400 000 €
- Pays d'origine :  France
- Langues : français et anglais
- Format : Couleurs/noir et blanc - 1:66 - 35 mm
- Genre : Documentaire
- Durée : 72 minutes
- Date de diffusion à la télé : 1996 sur Planète
- Date de la sortie en DVD : 7 octobre 2007 par ARTE Vidéo

## Intervenants
- Balthus
- Jean Leymarie
- Philippe Noiret
- Jean Clair
- François Rouan
- James Lord
- Antoinette de Watteville
- Pierre Rosenberg
- André Barelier
- Setsuko Klossowska de Rola
- Harumi Klossowska de Rola
- Stanislaus Klossowski de Rola
- Thadée Klossowski de Rola

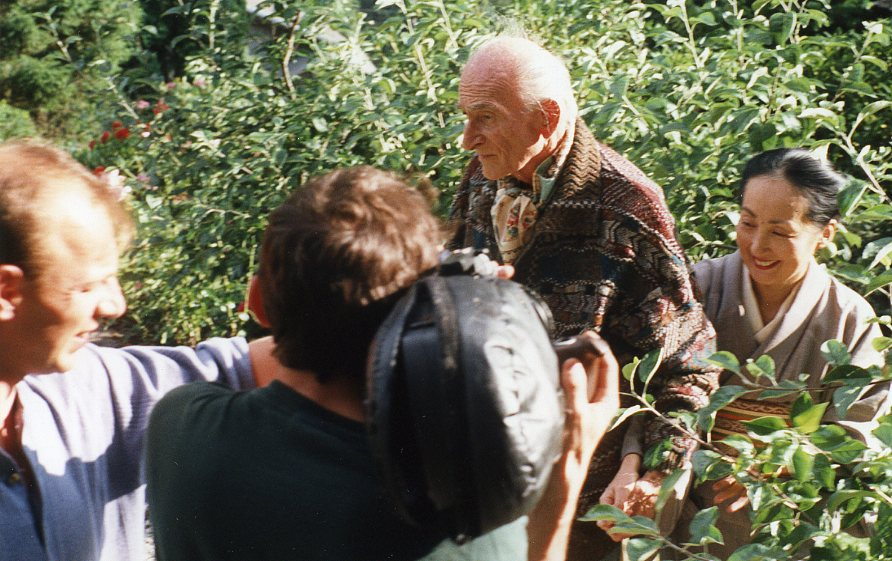
Balthus et sa femme pendant le tournage.

- Bernard Verley - la voix du narrateur

## Distinctions
- 1997 : Grand Premier Prix au XXIe Festival international du film d'art de l'UNESCO
- 1997 : Prix de la Meilleure Image au Festival international du film d'art de Lausanne
- 1997 : Sélection officielle en compétition au 8e 8e Festival international du documentaire de Marseille (Vue sur les docs)
- 1997 : Sélection officielle en compétition au Festival international de Munich

## Citations
« La question  centrale de la peinture, et singulièrement dans une peinture comme celle de Balthus, c'est la dimension sexuelle. Si Balthus était là, il allumerait d'abord une cigarette, encore une, et puis il prendrait son petit air très humoristique, il me laisserait évidemment  parler, puis il terminerait en me disant que ce qu'il peint, ce sont des anges »

— François Rouan

« Les anges, comme le dit Rilke, sont terribles… La beauté aussi est terrible »

— Jean Leymarie

« Là  où il est le plus grand, c'est peut-être quand  éclate sa cruauté. Il y a chez Balthus une composante sadienne »

— Jean Clair

« La seule  façon d'être connu aussi vite que possible dans les années 1930, c'était le scandale »

— Balthus

## Extraits critiques

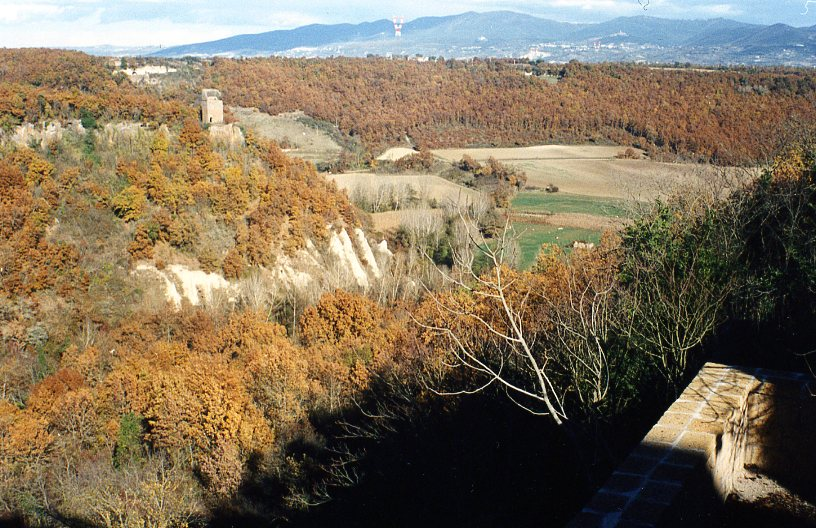
Vue depuis le château de Balthus à Monte Calvello.

- Télérama : « Nous avons vraiment beaucoup aimé. Un beau portrait, vivant, varié et, au-delà des images, tendre, respectueux et admiratif. »[1]
- Muséart : « Filmé avec minutie et magie, de Paris à Rome en passant par le château de Balthus, en Italie. La géométrie des compositions et la subtilité de la palette de l'artiste transparaissent dans chaque prise de vue. »[2]
- Libération : « Les us et coutumes de Balthus à travers lesquels la lenteur du maître est admirablement rendue. »[3]
- Le Journal des arts : « C’est la première fois que la chaîne Planète engage autant de moyens dans la coproduction d’un film sur l’art… Le cinéaste a choisi de se laisser guider par les œuvres elles-mêmes et d’en retirer les éléments autobiographiques. Cette approche par petites touches subtiles, jamais didactique ni pédagogique, brosse le portrait intime d’un des grands peintres de ce siècle encore vivant. »[4]
- TéléCable : « Un portrait approfondi du peintre, nourri de témoignages de ses intimes. Le documentaire en devient, par son degré d’intimité, une œuvre exceptionnelle. »[5]
- Le Figaro : « Ce beau film transforme une visite indiscrète en parcours biographique et en itinéraire analytique… Le portrait tente de cerner la cruauté et l’isolement de Balthus sous l’éclairage de son amitié pour Artaud, le double qui prit la porte de la folie pour s’évader avant lui. En contrepoint, Philippe Noiret voit en lui un autre père qui lui dispensa une rassurante affection. »[6]
- Le Nouvel Observateur : « Un portrait réussie et émouvant. »[7]
- Dvdrama : « Le documentaire, tourné en 1996, que lui consacre le cinéaste de Fellini, je suis un grand menteur (2002), est le fruit d'un tournage échelonné sur quatre saisons et qui nous dévoile le peintre dans l'intimité de son atelier et de son travail, aidé par sa femme Setsuko. Réputé pour ne pas s'étendre sur son travail ou ses œuvres, Balthus se livre, commente ses toiles, ses inspirations, ses thématiques… Les différents entretiens, en particulier ceux de ses enfants, sont passionnants et fourmillent d'anecdotes. On prend un réel plaisir à la vision du film, l'auteur sachant marier l'érudition et l'émotion, nous faisant pénétrer l'intérieur d'une personnalité complexe, dévouée entièrement a son art. »[8]
- Festival international de Munich : « Une qualité documentaire et une direction artistique exceptionnelles. »